# Acidulare
Acidularea este procesul chimic care are loc atunci când unei soluții i se adaugă o cantitate de acid, pentru a-i mări concentrația în ioni de hidrogen.